# Musa Araz
Musa Araz (Friburgo, 17 gennaio 1994) è un calciatore svizzero, centrocampista del Neuchâtel Xamax.

## Carriera
Il Basilea lo manda, all'inizio della stagione 2014-2015, in prestito per una stagione al Le Mont, che milita in Challenge League, per consentirgli di giocare con continuità.